# Département des Infrastructures (Irlande du Nord)
Le département des Infrastructures (en anglais : Department for Infrastructure ; en irlandais : An Roinn Bonneagair ; en scots d'Ulster : Depairment fur Owerstructur) est le département ministériel dévolu d'Irlande du Nord chargé des transports et de l'aménagement du territoire.
Le poste est occupé par John O'Dowd depuis le 3 février 2024.

## Fonctions
Le département dispose de compétences dans les domaines :
- du développement et de la planification stratégiques régionaux ;
- de la stratégie des transports ;
- des transports durables ;
- des voies publiques ;
- des transports publics ;
- des aéroports ;
- des ports maritimes.

En revanche, le Parlement du Royaume-Uni a conservé les compétences (reserved matters) :
- de la navigation, y compris la marine marchande ;
- de l'aviation civile.

## Histoire
À la suite du référendum du 23 mai 1998 sur l'accord du Vendredi saint, et la sanction royale de la loi sur l'Irlande du Nord de 1998 le 19 novembre suivant, une Assemblée et un Exécutif sont établis par le gouvernement travailliste du Premier ministre Tony Blair. Ce processus, connu sous le nom de « dévolution », poursuit le but de donner à l'Irlande du Nord son propre pouvoir législatif.
En décembre 1999, sur la base de la loi sur l'Irlande du Nord, le décret sur les départements d'Irlande du Nord institue le « département du Développement régional » (en anglais : Department of Regional Development).
Entre le 12 février et le 30 mai 2000, puis du 15 octobre 2002 au 8 mai 2007, la dévolution est suspendue et le département passe sous administration directe d'un ministre du bureau pour l'Irlande du Nord, qui constitue l'un des départements ministériels du Royaume-Uni.
Par la « loi sur les départements d'Irlande du Nord de 2016 », le ministère est rebaptisé « département des Infrastructures ».

## Titulaires
| Nom                                          | Nom               | Dates              | Dates              | Parti |
| -------------------------------------------- | ----------------- | ------------------ | ------------------ | ----- |
|                                              | Peter Robinson    | 2 décembre 1999    | 11 février 2000    | DUP   |
| Suspension des institutions nord-irlandaises |                   |                    |                    |       |
|                                              | Peter Robinson    | 30 mai 2000        | 27 juillet 2000    | DUP   |
|                                              | Gregory Campbell  | 27 juillet 2000    | 24 octobre 2001    | DUP   |
|                                              | Peter Robinson    | 24 octobre 2001    | 15 octobre 2002    | DUP   |
| Suspension des institutions nord-irlandaises |                   |                    |                    |       |
|                                              | Connor Murphy     | 8 mai 2007         | 16 mai 2011        | SF    |
|                                              | Danny Kennedy     | 16 mai 2011        | 1er septembre 2015 | UUP   |
|                                              | Michelle McIlveen | 1er septembre 2015 | 25 mai 2016        | DUP   |
|                                              | Chris Hazzard     | 25 mai 2016        | 26 janvier 2017    | SF    |
| Suspension des institutions nord-irlandaises |                   |                    |                    |       |
|                                              | Nichola Mallon    | 11 janvier 2020    | 5 mai 2022         | SDLP  |
|                                              | John O'Dowd       | 16 mai 2022        | 27 octobre 2022    | SF    |
| Suspension des institutions nord-irlandaises |                   |                    |                    |       |
|                                              | John O'Dowd       | 3 février 2024     | en fonction        | SF    |